# Scontro del Golobar
Lo scontro del Golobar è stato uno scontro a fuoco avvenuto attorno a Malga Golobar, un vecchio edificio precedentemente noto come Planina Colombara posto a sud-est di Plezzo (oggi in Slovenia), il 26 aprile 1943 durante la seconda guerra mondiale, quando i soldati italiani attaccarono i partigiani della costituenda 3ª brigata di liberazione nazionale "Ivan Gradnik".
Al termine del breve scontro, si contarono oltre quaranta morti, quasi tutti jugoslavi. I loro corpi furono trasportati nel villaggio di Cal Coritenza (oggi Kal Koritnica) e caricati su camion (nel luogo in cui oggi si trova il monumento che ricorda le vittime), trasportati a Plezzo, dove furono infine seppelliti in una fossa comune nel cimitero locale.

## Inquadramento storico
Lo scontro ebbe luogo nell'alta valle dell'Isonzo, a ridosso della Valcanale, territorio quest'ultimo annesso al Regno d'Italia solo dopo la fine della prima guerra mondiale a seguito del trattato di Saint Germain del 1919, presso l’Alpe Golobar, nel comune di Plezzo e fu il primo e quello con il maggior numero di vittime di un trittico di stragi particolarmente efferate che, insieme all'eccidio di Bretto e all'eccidio di Malga Bala, ebbero luogo in pochi mesi per opera di responsabili diversi in quel comune.
Le vicende belliche della seconda guerra mondiale avevano acuito, tra gli appartenenti ai tre gruppi linguistici locali (italiano-friulano, sloveno e tedesco), tensioni derivanti dalle politiche di italianizzazione forzata e di discriminazione degli allogeni, tensioni per ulteriormente accresciute dall'applicazione in Valcanale dalla politica delle opzioni che allontanò dalla valle la maggior parte dei residenti di lingua non italiana.

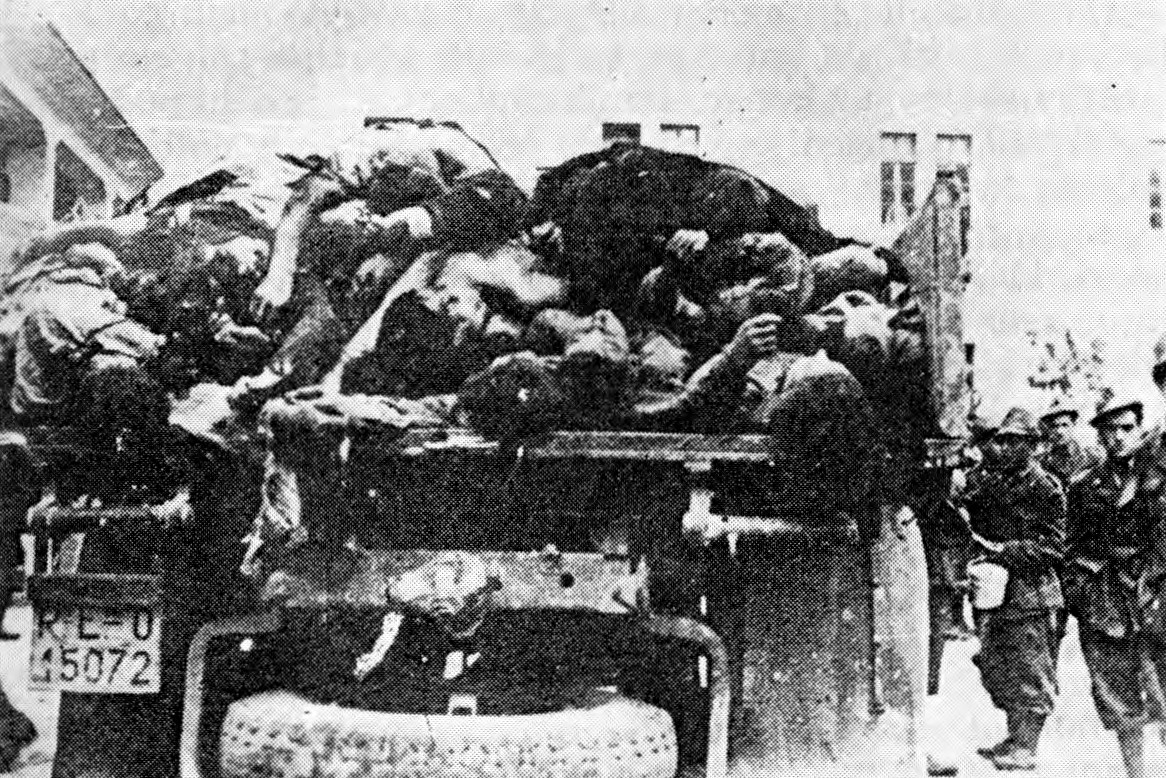
I cadaveri di parte delle vittime ammassati nel cassone di un camion, attorniato da militari italiani (Immagine tratta da Čas človečnosti

In zona erano numerosi gli obiettivi strategici per la Resistenza, essendo presenti sia una importante arteria di collegamento tra Gorizia e l'Austria che passava attraverso il passo del Predil e successivamente Tarvisio, sia, parallelamente a essa, un importante collegamento telegrafico e telefonico, che le miniere di Cave del Predil, centro minerario allora di notevole importanza.
In questo contesto, la notte tra l'8 e il 9 settembre 1943, a seguito dell'armistizio di Cassibile si verificò a Tarvisio uno dei primi e più importanti episodi di resistenza italiana all'invasione tedesca, attuato dal XVII Guardie alla Frontiera che fronteggiò invano per ore con pochi uomini male armati forze preponderanti delle SS, sino a essere sopraffatto, riportando 29 caduti e dovendo affrontare la deportazione e la detenzione in campo di concentramento.
Contrariamente a quanto ci si sarebbe potuto aspettare, l'intensità della lotta partigiana in zona non venne ridimensionata che in misura minima dalle perdite inflitte a Malga Golobar, ed anzi la natura delle azioni della Resistenza passò progressivamente nel tempo dagli episodici atti di sabotaggio ad azioni sempre più strutturate, sino a portare alla costituzione della cosiddetta Kobariska Republika, un territorio che, per poco meno di due mesi a partire dal 10 settembre 1943, fu sottratto dai partigiani alla dominazione nazifascista, compromettendo per i nazifascisti la sicurezza delle vie di comunicazione tra la Germania e le zone sud orientali dall'OZAK.

## Ricostruzione dei fatti

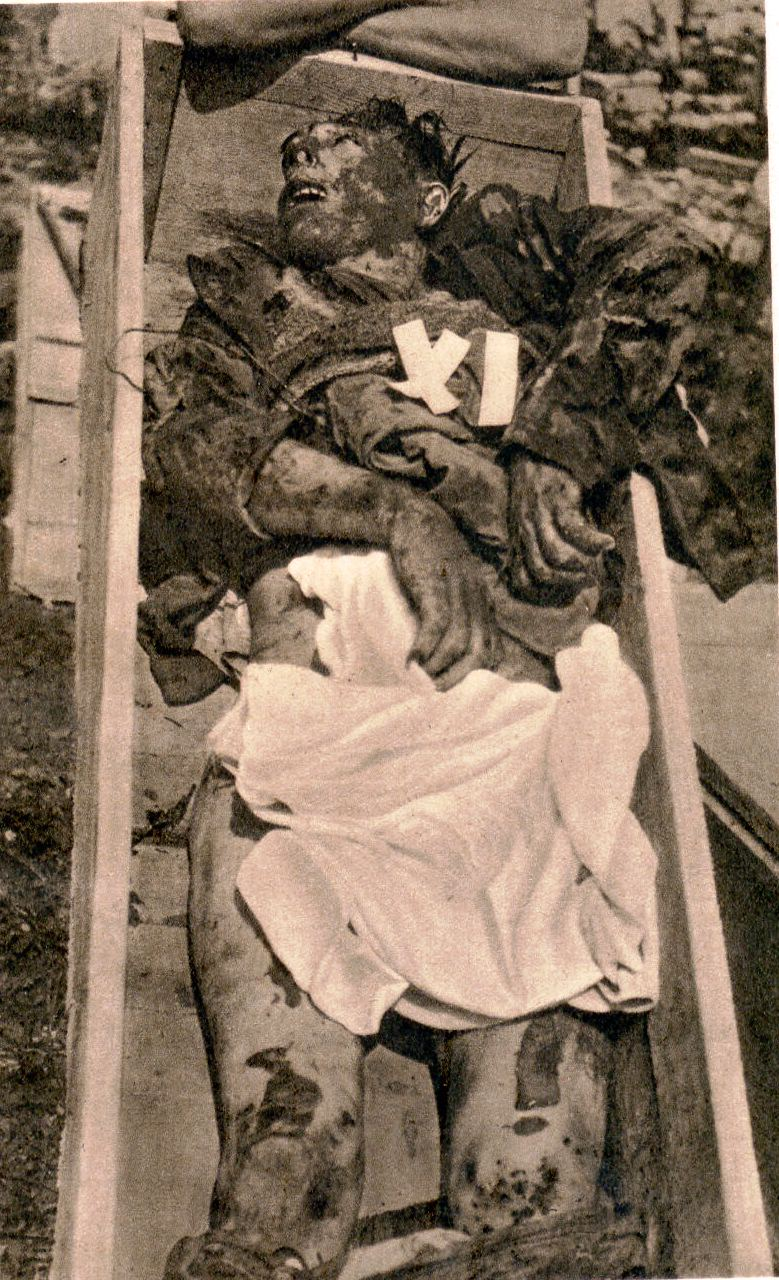
Uno dei cadaveri con le mani legate (immagine tratta da Muceniska Pot K Svobodi

All'inizio dell’aprile 1943 il comando della Resistenza jugoslava aveva deciso di riorganizzare le forze partigiane operanti in zona in una nuova brigata, da intitolarsi in memoria di Ivan Gradnick e la cui costituzione era stata sancita formalmente il 10 aprile e che doveva costituirsi e raggrupparsi il 26 dello stesso mese presso l'Alpe Golobar, situata poco a est di Plezzo.
In tale occasione, il Regio Esercito Italiano [secondo fonti italiane elementi del Battaglione Alpini di Vicenza Bis -costituito il 1º aprile 1942 per operare nell'Alta Valle dell'Isonzo, all'interno del 9º Reggimento Alpini- al comando del Maggiore Attilio Cilento e dettagliati nelle fonti jugoslave come 150 militari delle CC], probabilmente a conoscenza della cosa per mezzo di qualche delazione (il luogo dell'incontro fu spostato solo il giorno prima rispetto alla designazione iniziale di Malga Predolina), sfruttò l'occasione per circondare i convenuti, giovandosi anche dell'inesperienza militare degli stessi e di un contesto territoriale che ben si prestava all'imboscata, dato che la malga si trovava in un vallone circondato da rilievi e che le due sole sentinelle, posizionate solo in prossimità dell'accampamento confidando nel fatto che l'Esercito Italiano non avrebbe operato il lunedì di Pasqua, avrebbero potuto accorgersi di eventuali attacchi nemici solo in maniera molto limitata e tardivamente, come in effetti avvenne.
Le fonti jugoslave indicano come invece i soldati italiani, visti dai partigiani durante il loro avvicinamento ma non riconosciuti come nemici, poterono circondare i 130 partigiani convenuti e aprire il fuoco tra le 10 e le 11 da quota superiore, utilizzando per l'imboscata anche mitragliatrici e mortai, contro bersagli descritti come intenti a recuperare le forze se non proprio a dormire nei pressi della malga (o, per quanto riguarda la 2 e la 5 compagnia, all'interno della malga stessa) dopo le fatiche delle marce di avvicinamento (secondo fonti italiane sarebbero stati invece impegnati in una sorta di festa popolare, con canti, balli e suoni).

Sempre secondo le fonti jugoslave, in assenza di piani difensivi e di preparazione militare (alcuni di loro si erano arruolati solo il giorno prima) al punto spesso di non cercare riparo ai colpi, di cercare di contrattaccare le mitragliatrici italiane cantando e urlando slogan e senza che coloro riuscivano a esfiltrarsi potessero aiutare gli altri ancora circondati, i partigiani accusarono più di metà delle vittime totali nel giro di pochi minuti: la battaglia era sostanzialmente terminata attorno alle 12, lasciando spazio a spari isolati sino a sera, quando le CC e parte della 655 rientrarono a Plezzo lasciando le CC a presidiare il campo. 

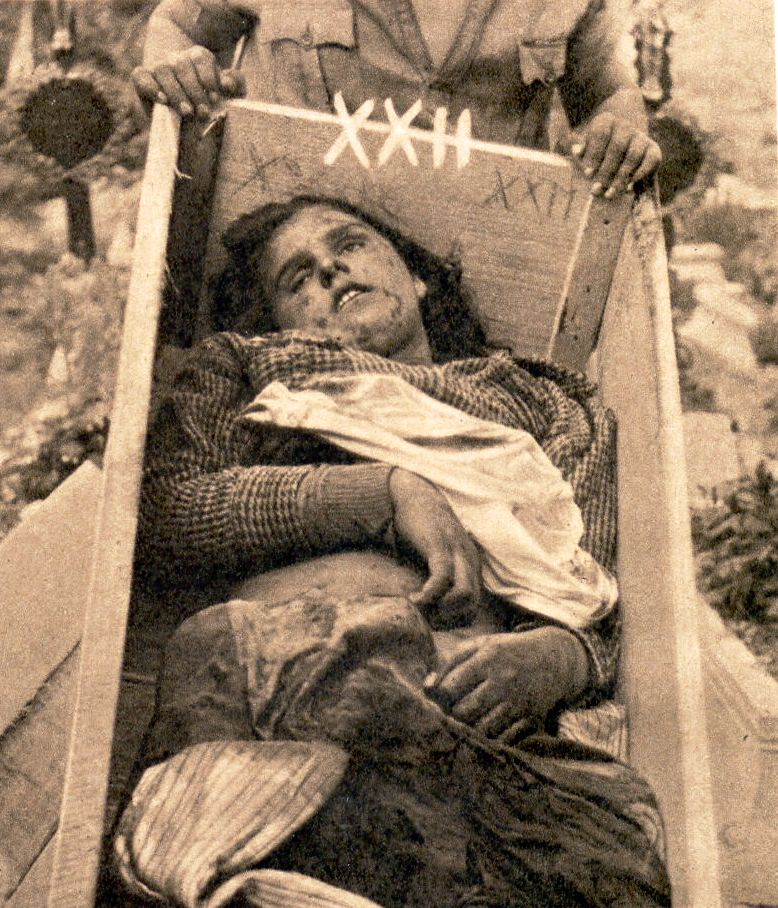
Il cadavere di Vera Palcic (immagine tratta da Muceniska Pot K Svobodi, pg. 48)

Tale rientro senza prigionieri, unitamente all'assenza di indicazione degli stessi nei pur dettagliati documenti italiani successivi porterà le fonti jugoslave a ipotizzare che feriti e prigionieri siano stati giustiziati sul posto dagli italiani, cosa che in futuro si rivelerà non infrequente in questo scenario.
A seconda delle fonti il numero delle vittime della battaglia oscilla tra i 39 e i 43 partigiani morti e numerosi feriti tra le file dei partigiani e un ufficiale (il tenente Enrico Bonfiglioni che secondo fonti jugoslave sarebbe caduto insieme ad altri due militari vittima di una imboscata durante il rastrellamento italiano condotto verso la cima dell'Vrsic la mattina del giorno successivo) e tre alpini morti e un ufficiale e sei soldati feriti tra le file italiane.
Il bilancio documentato dell'azione è poi completato da un bottino in armi ed esplosivi, ma, come detto, non da prigionieri.
I cadaveri di almeno 29 dei caduti jugoslavi (gli altri, probabilmente morti durante i rastrellamenti e la fuga successivi alla battaglia, non furono ritrovati immediatamente) furono utilizzati a scopo propagandistico dal Regio Esercito Italiano per ammonire la popolazione locale: legati come tronchi e trascinati a valle sino al villaggio di Cal Coritenza, furono poi ammassati nei cassoni di alcuni camion e portati a Bovec tra canti e suoni di fisarmonica per essere esposti in piazza prima che ne fosse concessa la sepoltura.
Gli storici jugoslavi ricorderanno la partecipazione allo scontro di Ivan Likar - Sočan (noto al tempo come sabotatore delle linee di comunicazione locali e successivamente eroe nazionale sloveno) e, tra i morti, il commissario politico Močnik Cveto-Florjan e Vera Palcic, che si uccise insieme alla sorella Francka per non cadere in mano agli italiani.
L'avvenimento, descritto dagli storici italiani A. Russo e A. Buvoli utilizzando termini come massacro, carneficina, scempio e strage, è stato considerato da fonti italiane uno dei motivi della successiva strage di Malga Bala ed è tutt'oggi oggetto di una commemorazione annuale.
Negli anni successivi, anche a oltre dieci anni di distanza dai fatti, alcuni militari italiani furono insigniti della croce al merito militare per il loro operato nel corso dell'azione.

## Elenco dei caduti

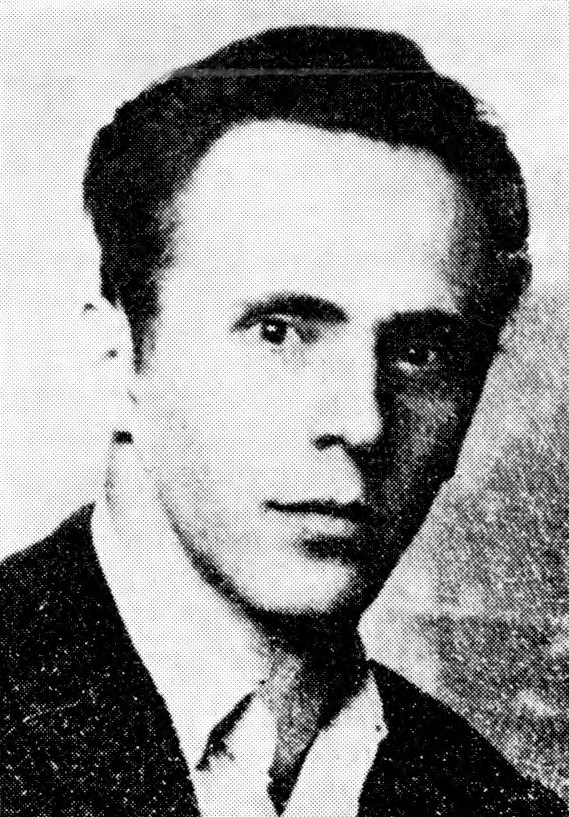
Ivan Likar, da S.Petelin, Gardnikova Brigada

Questo è l'elenco delle vittime:
| Bajt Venceslav          | Komac Stanko         | Palčič Francka     |
| Benedičič Jakob         | Kanalec Andrej       | Pogačnik Jože      |
| Cvek Bogomir            | Kenda Ivan           | Perdih Andrej      |
| Čopi Viljem             | Leban Ivan           | Rot Franc          |
| Čujec Ivan              | Leban Marija         | Rutar Mihael       |
| Černuta Anton-mitja     | Ličen Žitko-batjuska | Rutar Stanko-živko |
| Doljak Ludvik           | Mlekuž Anton         | Skocir Anton       |
| Gašperčič Jože          | Mlekuž Marija        | Strle Alojz        |
| Gabršček Albin – Soboda | Močnik Cveto-florjan | Rakuš Ček Janko    |
| Jan Anton               | Pirjevec Anton       | Uršič Janko        |
| Koren Ignac             | Belin Marko          |                    |
| Kuk Andrej              | Palčič Vera          |                    |